# Kościół św. Jadwigi Śląskiej w Lęborku
Kościół świętej Jadwigi Śląskiej w Lęborku – rzymskokatolicki kościół parafialny należący do parafii pod tym samym wezwaniem (dekanat lęborski diecezji pelplińskiej).
Jest to świątynia wzniesiona w latach 1997-1999. Kościół został poświęcony przez biskupa diecezjalnego Jana Bernarda Szlagę w dniu 23 maja 2001 roku.